# Isidro Carnicero

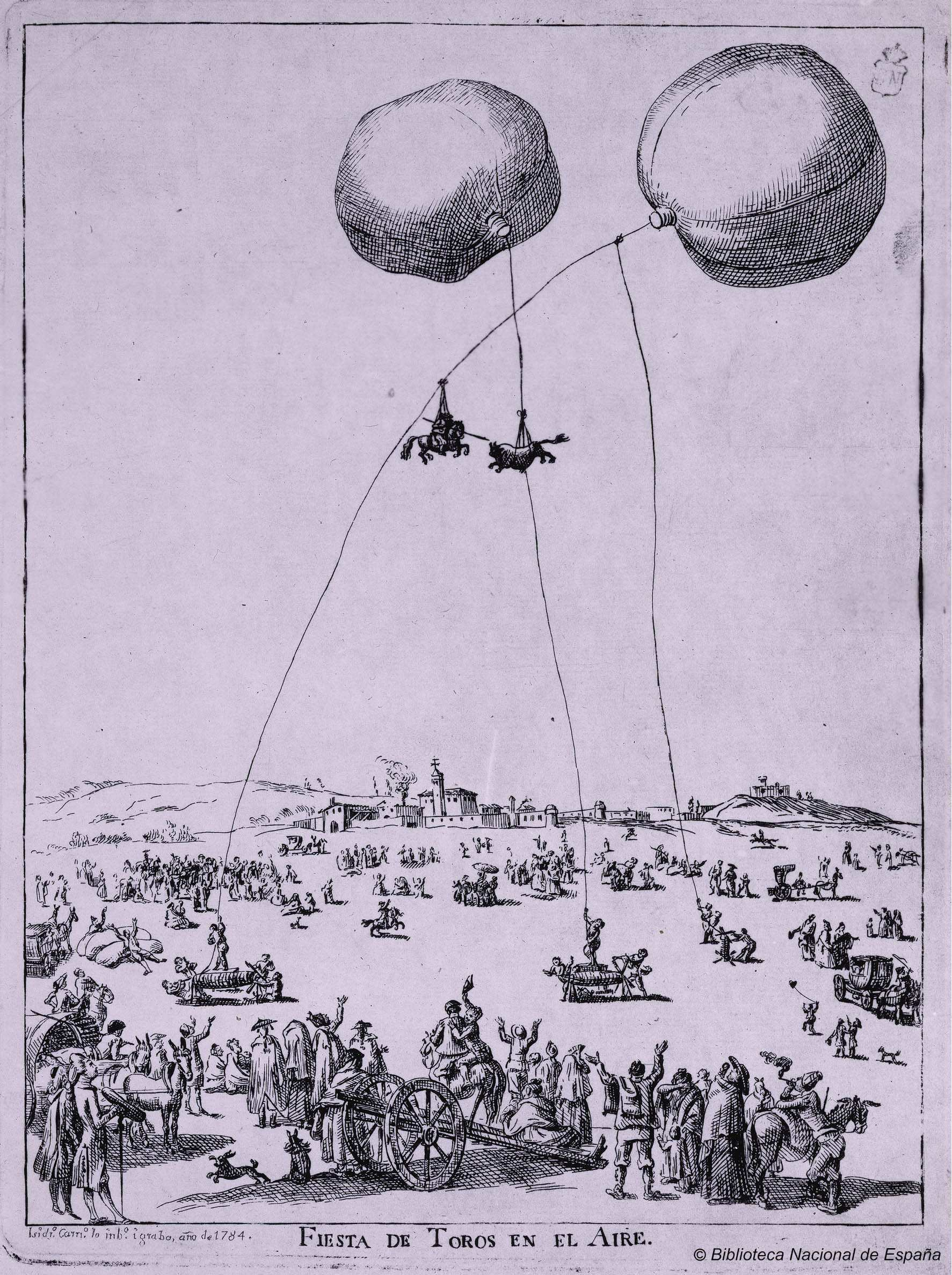
Fiesta de toros en el aire, aguafuerte, firmado: «Isidr.º Carnº. lo inbº i grabó año de 1784». Biblioteca Nacional de España.

Isidro Carnicero Leguina (Valladolid, 1736-Madrid, 1804), fue un escultor, dibujante y grabador español.

## Biografía y obra
Hijo del escultor Alejandro Carnicero, hermano de Gregorio Carnicero, también escultor, y medio hermano de Antonio Carnicero, pintor, inició su formación en el taller paterno en Salamanca, donde también siguió estudios de Gramática y Filosofía. Cuando en 1750 la familia se trasladó a Madrid prosiguió sus estudios de escultura con Felipe de Castro en la Junta Preparatoria para la fundación de la Real Academia de Bellas Artes de San Fernando. En el primer concurso general convocado por la recién creada Academia, en 1753, obtuvo el premio de segunda clase de escultura. Un año después quedó segundo en el premio de primera clase de pintura, habiendo quedado vacante el primer premio, y en 1755 recibió el primer premio de pintura vacante el año anterior y el segundo de primera clase de escultura.
A la muerte de su padre, en 1756, hubo de hacerse cargo de su madrastra y de sus hermanos menores y completar los trabajos no acabados por su padre, entre ellos el relieve del Consejo de la Órdenes Militares (Museo del Prado), en su origen destinado a formar parte de una serie de sobrepuertas para la Galería del Palacio Real Nuevo, para la que también proporcionó el relieve de Apolo y las Musas y, con su hermano Gregorio, la medalla con el martirio de san Vicente.
En marzo de 1760, pensionado por la Academia, viajó a Roma acompañado por su hermano Antonio, de doce años. En Roma los hermanos asistieron a la Academia francesa y a la Pontificia, en la que fue premiado en 1762 y 1763 en la modalidad de escultura y en 1765 en la de pintura. Además copió obras de Gian Lorenzo Bernini (Santa Bibiana) Camillo Rusconi (San Mateo y Tumba de Gregorio XIII), François Duquesnoy (Santa Susana), y clásicas y academias, entre ellas la de un Antinoo que en 1761 envió desde Roma a la Academia de San Fernando y la del Laocoonte y sus hijos, que sería una de las últimas obras hechas en Roma. En 1764, por invención propia, realizó el modelo en barro de una Inmaculada Concepción de la que ya en Madrid se sacaron varias copias con notable éxito. Regresó a España en abril de 1766 y el mismo año fue recibido como académico de mérito en la de San Fernando, a la que en adelante se ligó en tareas de docencia: teniente director de escultura en 1775, director de la escultura en 1786, a la muerte de Roberto Michel, y director general entre 1798 y 1801.
Con destino a la enseñanza proporcionó en torno a 1768 algunos dibujos de huesos y calaveras para una cartilla de anatomía y participó también con sus dibujos en la más notable obra de la tipografía española del siglo XVIII: la publicación de La conjuración de Catilina y la Guerra de Yugurta de Salustio traducidas por el infante Gabriel de Borbón, así como en la edición del Quijote de Ibarra (1780). En septiembre de 1774 viajó por La Mancha acompañando al marqués de Santa Cruz y al ilustrado José de Viera y Clavijo, del que hizo un retrato grabado por Joaquín José Fabregat. Viera redactó un Diario de viaje en el que hacía referencia a los dibujos tomados por Carnicero en el recorrido, que por las descripciones debían de tener carácter humorístico. No conservados, una muestra de lo que podían ser esos dibujos podría encontrarse en el aguafuerte titulado Fiesta de toros en el aire, del que se conserva un ejemplar en la Biblioteca Nacional de España.
Se citan además algunas obras de escultura en iglesias madrileñas, como las puertas en metal de los sagrarios del monasterio de la Encarnación, una estatua de santa Bárbara para el crucero de la iglesia de Santa Bárbara o una Virgen con el Niño en brazos trabajada en mármol para la sacristía de San Francisco el Grande.
Falleció en Madrid el 23 de marzo de 1804 y fue enterrado en la parroquial de San Andrés.